# Daccordi
La Daccordi è una storica azienda Italiana che produce biciclette dal 1937 con base a San Miniato (PI)

## Storia

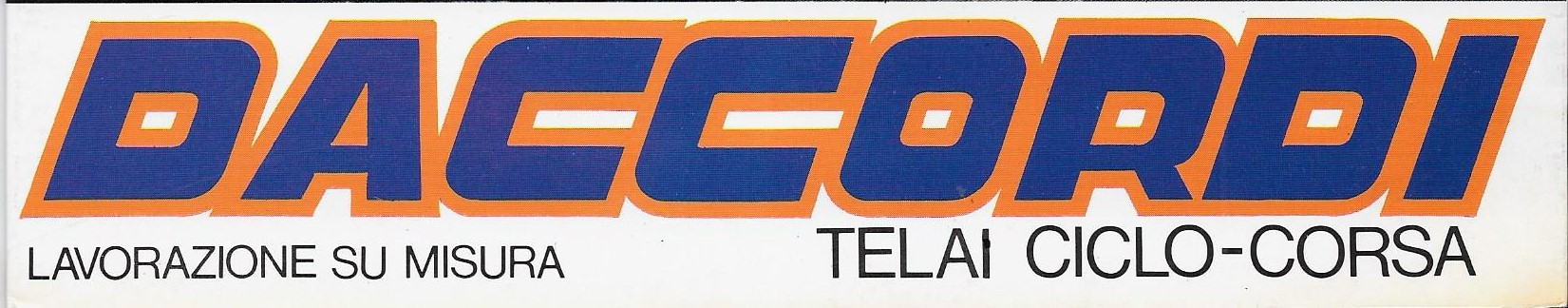
Logo Daccordi degli anni '80

L'azienda viene fondata nel 1937 da Giuseppe Daccordi e Armido Simoncini producendo biciclette conto terzi per altri marchi come Viner, Gipel, Zapier, il brand americano Bertoni ed altri minori.
Nel 1975 Armido Simoncini lascia l'azienda.
Nel 1979 subentra il figlio di Giuseppe, Luigi Daccordi, che rivoluziona l'azienda creando il marchio Daccordi ed iniziando a fornire bici da corsa a diverse squadre professionistiche oltre a bici da ciclocross a specialisti del settore, come per Danny De Bie, che conquista il titolo iridato nel 1989.
Dal 1983 al 1995 la Daccordi produce le bici il marchio norvegese DBS Racing. I modelli più apprezzati sono stati La Migliore e la Professionale.
Nel 1987 viene prodotta la Daccordi Cinquantesimo Anniversario, equipaggiata con il gruppo Campagnolo Cinquantesimo Anniversario. Particolarità tecnica di questa bici era la forcella aerodinamica. Nel 1991 Daccordi brevetta la scatola movimento Multidimensionale che porta la saldatura del tubo verticale in modo avanzato in ricerca di maggiore rigidità e scatto. Questo accorgimento è stato per primo elaborato sul telaio Griffe e poi esteso anche ad altri prodotti.
Nel 1988 iniziano le forniture ai team professionistici con la Gis Gelati Ecoflam.
Fra il 1991 ed il 1993 vengono prodotte le bici con marchio Bertoni, destinate al mercato Nord Americano.
Nel 1994 viene lanciata la prima mountain bike Daccordi, denominata Max OR, prendendo direttamente il nome dalla tipologia di tubazioni Columbus utilizzate per la costruzione. Sempre nel 1994 inoltre inizia la produzione delle prime bici in alluminio e in titanio.
Nel 1999 viene prodotto un telaio in alluminio che grazie a speciali trattamenti termici rappresenta uno dei telai più leggeri del periodo, andando - seppur di poco - sotto al kg di peso: il modello Piuma.
A fine del 1999 muore l'ultimo dei fondatori Giuseppe Daccordi.
Nel 2000 inizia la produzione di parti di telaio in carbonio, come la forcella ed il carro posteriore. Nel 2003 arriva il Race Fiber, il primo telaio dell'azienda interamente in carbonio.
Nel 2006 vengono create innovazioni tecniche brevettate: il movimento centrale "Super Over Spin Drive" a sezione maggiorata. Si tratta in pratica dell'antenato del movimento BB30, poi in seguito utilizzato da tutti i costruttori mondiali. Veniva inoltre brevettato il sistema "Drag Reduction Tech", una forma studiata con una simulazione di galleria del vento al computer che serviva per ridurre l'impatto del vortice d'aria fra ruota e telaio.
In questi anni si crea una nuova richiesta dai mercati esteri di telai in acciaio in stile classico. Questo porta la Daccordi a rielaborare e rimodernare il progetto Griffe, creando il New Griffe, esattamente 18 anni dopo la presentazione del telaio originale. Sempre nel 2009 su progetto dell'ex ciclista professionista Giuseppe Mori viene inserita in catalogo la bici "Freccia", una singlespeed per competizioni stradali e pista in alluminio molto aerodinamica.
Nel 2018 viene presentato un telaio commemorativo per l'azienda denominato "80+1" e un nuovo prodotto pensato per chi viaggia con la propria bici da corsa, il modello Flexus, una bici in carbonio in grado di letteralmente svitarsi ed entrare in una scatola dallo spazio contenuto.

## Palmarès sportivo
Nel 1988 arrivano i primi risultati nel mondo professionistico con la formazione Gis Gelati-Ecoflam con corridori del calibro di Adriano Baffi, Palmiro Masciarelli, Cesare Cipollini, Giuseppe Petito, Marco Giovannetti e Johan van der Velde, protagonista in fuga nella bufera del Gavia. A Johan van der Velde andrà la maglia ciclamino della classifica a punti, mentre Marco Giovannetti chiuderà sesto in classifica generale. È però Adriano Baffi che ottiene il maggior numero di successi stagionali: vince infatti il Giro di Campania, due tappe della Settimana Ciclistica Internazionale oltre alla classifica finale della corsa, due tappe della Tirreno-Adriatico, una tappa del Giro di Puglia, la Milano-Vignola e il titolo italiano nella corsa a punti su pista. Sempre nel 1988 corre con Daccordi anche la formazione belga Boccacio Life-La William, fra i quali milita anche il pistard tedesco Gregor Braun.
Nel 1989 Daccordi conquista il titolo mondiale di ciclocross per mano del belga Danny De Bie, e altre vittorie con la formazione belga SEFB-Galli, per la quale corre anche un giovane Johan Bruyneel, che proprio in quell'anno conquista due tappe al Tour de Suisse. In stagione anche la formazione italiana Jolly Componibili-Club 88 è equipaggiata con bici Daccordi, e in quell'anno Stefano Giuliani vince la quinta tappa del Giro d'Italia con arrivo a Potenza.
Nel 1990 Daccordi fornisce il team italiano Selle Italia-Eurocar, portato al successo da Leonardo Sierra all'Aprica nella diciassettesima tappa del Giro d'Italia, scalando per la prima volta nella storia il Mortirolo. Sierra vince anche il Giro del Friuli e la quarta tappa del Giro di Puglia. Andrea Tafi vince la seconda tappa del Tour of Britain. Nel 1991 la squadra diventa Selle Italia-Magniarredo. Sierra vince la terza tappa e la classifica finale del Giro del Trentino. Lo svizzero Daniël Wyder conquista la Kaistenberg Rundfahrt battendo un giovanissimo Lance Armstrong, mentre Andrea Tafi vince il Giro del Lazio.
Nel 1996 con la Selle Italia-Gaseosas Glacial equipaggiata Daccordi arrivano le vittorie di Federico Profeti al Gran Premio di Chiasso, Roberto Moretti nella settima tappa della Volta a Portugal e il titolo nazionale colombiano di Celio Roncancio. Sempre nel 1996 debuttano inoltre nel professionismo l'ucraino Serhij Hončar e Guido Trenti con la Ideal-Aster Lichy anch'essa equipaggiata con bici Daccordi.
Nel 1997 non arrivano vittorie di prestigio con la nuova Kross-Montanari-Selle Italia diretta da Gianni Savio, nonostante l'ingaggio di alcuni nomi noti come Fortunato Baliani, Simone Biasci, Alessandro Calzolari, Angelo Citracca e Volodymyr Pulnikov. Con lo stesso team nel 1998 Romāns Vainšteins conquista il Gran Premio di Larciano al suo esordio fra i professionisti. Nel 1999 con il team Selle Italia (già Kross-Selle Italia) Fabio Trinci ottiene due vittorie di tappa al Grande Prémio Jornal de Notícias  in Portogallo. Sempre in Portogallo ma alla Volta a Portugal Fulvio Frigo e Marco Vergnani vincono ciascuno una tappa.
Nel 2000 Israel Ochoa è campione nazionale colombiano. In quell'anno con la Aguardiente Néctar-Selle Italia di Savio esordisce nel professionismo Andris Naudužs, che fa suo il Tour de Lac Leman. Nel 2001 il colombiano Carlos Alberto Contreras vince ben due tappe al Giro d'Italia, mentre Hernán Buenahora non riesce a conquistare vittorie. Freddy González vince la sua prima maglia verde al Giro d'Italia. Nel 2002 John Freddy García è campione nazionale colombiano, mentre nel 2003, con la Colombia-Selle Italia di Savio, Freddy González vince per la seconda volta la classifica degli scalatori al Giro d'Italia. Fanno parte di questa formazione anche Rodolfo Massi e José Rujano. Nel 2004 i portacolori della Colombia Selle Italia portano a casa tre tappe al Tour de Langkawi per mano di Freddy González, Ruber Marín e Marlon Pérez.
Dal 2005 al 2007, lasciata la squadra di Savio, la Daccordi equipaggia il team Ceramica Flaminia, ottenendo la vittoria di Manuele Spadi al Giro del Medio Brenta e la maglia verde degli scalatori al Brixia Tour di Stefano Boggia. Nel 2006 Paolo Longo Borghini vince il Gran Premio Nobili Rubinetterie, e nel 2007 Tomasz Marczyński è campione nazionale polacco sempre in maglia Flaminia.

## L'impegno nelle categorie giovanili
L'azienda è sempre stata attiva nella fornitura di biciclette alle categorie giovanili. Tra gli altri hanno gareggiato con bici Daccordi Nicki Sørensen e Steve Chainel, Campione Francese di ciclocross.
Nel 1997 il Norvegese Kurt Asle Arvesen vince il Campionato del Mondo Under 23 con una bici DBS La Migliore prodotta da Daccordi.
Nel 2004 a Verona Roman Kreuziger vince il titolo Mondiale Juniores.

## Telai e bici più famosi
- 50º Anniversario[43], ancora oggi amata dai collezionisti del ciclismo vintage. Presentava l'innovazione di una forcella super aerodinamica con foderi stretti. La bici era equipaggiata con il gruppo Campagnolo Cinquantesimo anniversario[44].
- Turbo[45], il telaio[46] facilmente riconoscibile per la forma dei tubazioni prodotte da Oria[47] nervate e sagomate.
- Original[48], il telaio che utilizzò Leonardo Sierra quando vinse sull'Aprica dovo aver scalato il Mortirolo, nel 1990. Prodotto dal 1990 al 1993 con tubazioni Columbus SLX
- Griffe[49], prodotto dal 1991 al 1995, il primo equipaggiato con il brevetto Daccordi della scatola movimento centrale[50] avanzata "Multidimensionale". Questo accorgimento riduceva la lunghezza del carro posteriore regalando più reattività al telaio.
- Opera[51], un telaio costruito con tubazioni Columbus Genius e saldato fillet brazing. In gamma dal 1991 al 1996.
- Mitico[52], prodotto dal 1991 al 1993, telaio tra i più apprezzati dei collezionisti di bici vintage.
- Profidea[53], un telaio che inizia la sua storia nel 1995 e tuttora in catalogo.
- Megatube Alloy, Top Alloy Mega e Top Alloy, tutti telai della serie Paintstorm a verniciatura speciale, prodotti nel 1999 e nel 2000
- Piuma, il telaio in alluminio, al di sotto dei 1000 grammi già prima del nuovo millennio.
- Sansone[54][55], telaio in carbonio stratificato a mano, in dotazione al Team Ceramiche Flaminia, e prodotto in 2 serie distinte: la prima serie è stata in catalogo nel 2005 e nel 2006, mentre la seconda serie è stata costruita dal 2007 al 2010.
- Grinta[56], telaio a congiunzioni incollato in carbonio, prodotto dal 2006 al 2010.
- Divo[57], un telaio[58] in carbonio stratificato a mano dalle forme molto classiche. Uno dei prodotti più longevi del catalogo Daccordi: prodotto dal 2009 e con vari aggiornamenti ancora in catalogo a tutt'oggi.
- Noah[59], uno degli ultimi telai proposti dall'azienda, dalle forme aerodinamiche.